# Barcaldine (Queensland)
Barcaldine ist eine kleine Stadt in der Region Desert Uplands in Queensland, Australien, etwa 520 km westlich von Rockhampton. Die Stadt ist der Verwaltungssitz des lokalen Verwaltungsgebiets (LGA) Barcaldine Region. Es leben 1243 Menschen in der Stadt, deren Haupteinnahmequelle Wolle und Weidehaltung ist. Der Name der Stadt geht die Schaf-Verlade-Station Barcaldine Downs zurück, benannt nach Barcaldine in Schottland.

## Geschichte
Barcaldine spielte eine wichtige Rolle bei der Gründung der Australian Labor Party. 

## Sehenswürdigkeiten

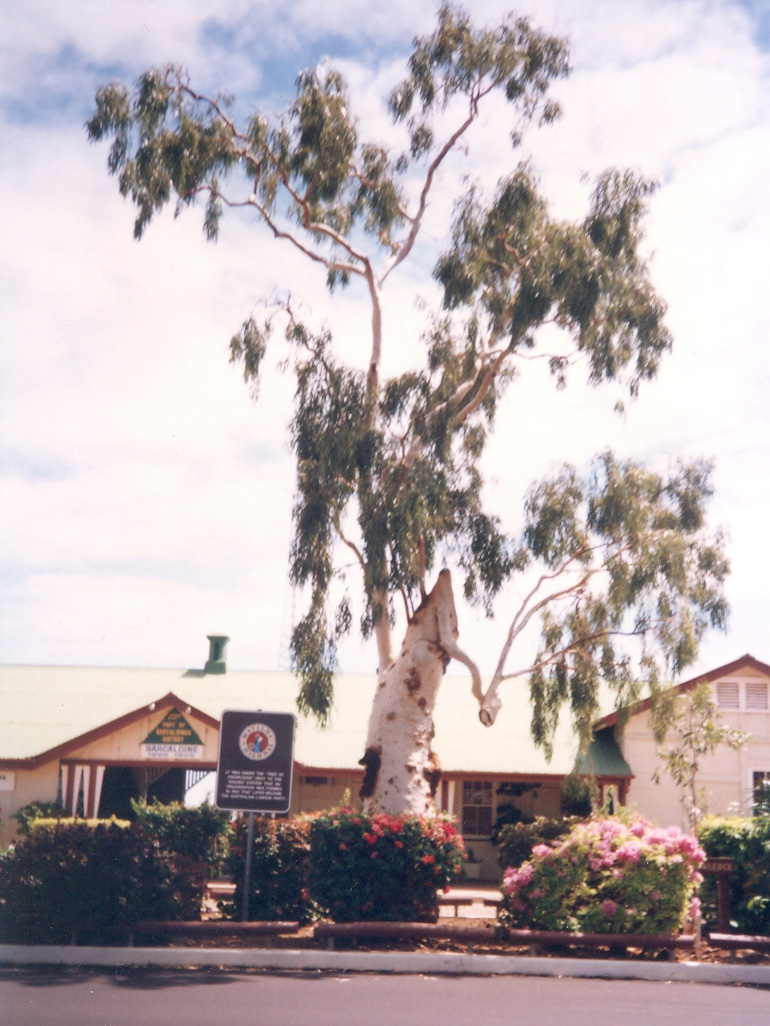
Tree of Knowledge 1997

Die Hauptattraktion war der Tree of Knowledge, der vor dem Bahnhof stand. 2006 jedoch wurde der Baum mit Herbiziden vergiftet.

## Transport
- Barcaldine Flughafen